# Coast to Coast Walk

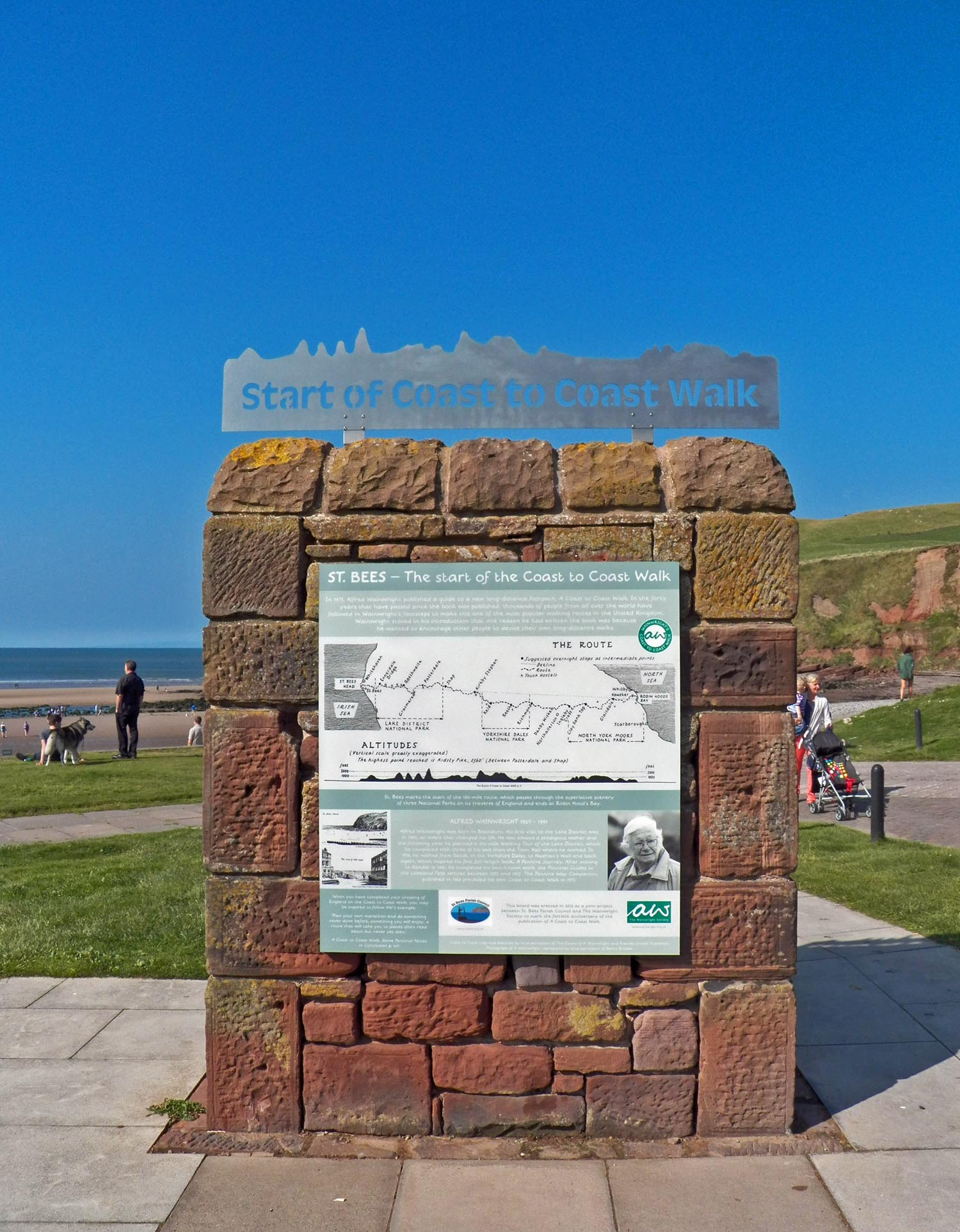

De Coast to Coast Walk is een langeafstandswandelpad (sinds 2022 een National Trail) in Engeland. Het pad is 306 kilometer lang en loopt van St Bees aan de Ierse Zee naar Robin Hood's Bay aan de Noordzee. De route loopt door Nationaal park Lake District, Nationaal park Yorkshire Dales en Nationaal park North York Moors.

## Externe link

Route van het pad